# Listă de romane românești științifico-fantastice
Aceasta este o listă de romane românești științifico-fantastice.
Cuprins: Început - 0–9 A B C D E F G H I J K L M N O P Q R S T U V W X Y Z

## A
- Abația de Dan Doboș
- Abația infinită de Dan Doboș
- Acțiunea Lebăda de George Anania
- Animalul de beton de Voicu Bugariu sub pseudonimul Roberto R. Grant
- Anul terminal de Florin Pîtea
- Ascensiunea stelară de Ana-Maria Negrilă
- Așteptând în Ghermana de Dănuț Ungureanu

## B
- Blestemul Abației de Dan Doboș
- Blocul câș de Liviu Radu

## C
- Capcanele timpului de Vladimir Colin
- Catharsis (roman) de Romulus Bărbulescu
- Cât de mic poate fi infernul? de George Anania și Romulus Bărbulescu
- Cetatea soarelui de Horia Aramă
- Constelația din ape de Romulus Bărbulescu
- Corsarul de fier de George Anania
- Curtezana onestă și astrologul de Voicu Bugariu

## D
- DemNet de Dan Doboș
- Dincolo de paradis de Horia Aramă
- Doando de George Anania și Romulus Bărbulescu
- Dumnezeu umbla desculț de Horia Aramă
- Elysium de Rodica Bretin

## F
- Ferma oamenilor de piatră de George Anania și Romulus Bărbulescu
- Fecioara de fier de Rodica Bretin

## G
- Gangland de Florin Pîtea

## I
- Iarba cerului de Constantin Cubleșan

## Î
- Împăratul ghețurilor de Ana-Maria Negrilă
- În anul 4000 sau O călătorie la Venus de Victor Anestin
- Încotro curge liniștea? de Romulus Bărbulescu

## J
- Jocuri de apă de Horia Aramă

## L
- Lumea lui Waldemar de Liviu Radu
- Luna în orașul blestemat de Dănuț Ungureanu
- Luntrea sublimă de Victor Kernbach

## M
- Mineral de Dănuț Ungureanu și Marian Truță

## N
- Ne vom întoarce în Muribecca de Sebastian A. Corn
- Noaptea în oraș fără părinți de Dănuț Ungureanu
- Noaptea lemurienilor de Florin Giurcă
- Nopțile memoriei de Mircea Opriță
- Nu mă tem de Silviu Urdea

## O
- O experiență neobișnuită de George Anania
- O iubire din anul 41.042 de Sergiu Fărcășan
- O tragedie cerească de Victor Anestin
- Oameni și zei de Rodica Bretin
- Omul și umbra de Oscar Lemnaru
- Orașele înecate de Felix Aderca

## P
- Paradoxala întoarcere de Constantin Cubleșan
- Paralela-enigmă de George Anania și Romulus Bărbulescu
- Pasărea de piatră de Horia Matei
- Pălăria de pai de Horia Aramă
- Planeta fantomelor albastre de George Anania și Romulus Bărbulescu
- Poarta stelară de Rodica Bretin
- Poveste astronomică de Victor Anestin
- Pragul de Doina Roman
- Prea mulți zei pentru un deșert de Doina Roman[1]
- Prețul secant al genunii de Adrian Rogoz
- Puterea științei, sau Cum a fost omorât Răsboiul European, Poveste fantastică de Victor Anestin

## R
- Regatul sufletelor pierdute de Ana-Maria Negrilă

## S
- Secretul inginerului Mușat de Crișan Făgerașu
- Sfera de Voicu Bugariu
- Statuia șarpelui de George Anania și Romulus Bărbulescu
- Șarpele blând al infinitului de George Anania și Romulus Bărbulescu
- Suflet pierdut de Silviu Urdea

## T
- Test de fiabilitate de George Anania
- Țărmul interzis de Horia Aramă

## U
- Un român în lună de Henri Stahl

## V
- Vegetal (roman) de Dănuț Ungureanu și Marian Truță
- Verde Aixa de Horia Aramă
- Visul lui Stephen King de Voicu Bugariu

## W
- Waldemar de Liviu Radu

## Z
- Zeița de oricalc de Doru Davidovici
- Zeul apatiei de Voicu Bugariu sub pseudonimul Roberto R. Grant